# Flagge der Volksrepublik Donezk
Die Flagge der Volksrepublik Donezk ist eine Trikolore aus drei gleich großen horizontalen Streifen in den Farben Schwarz-Blau-Rot. Sie basiert auf der Flagge Russlands.

## Die heutige Flagge
Die Flagge der Volksrepublik Donezk ist eine horizontale Trikolore in Schwarz, Blau und Rot. Sie unterscheidet sich nur durch das Schwarz von der Flagge Russlands.
| System | Schwarz | Blau     | Rot       |
| ------ | ------- | -------- | --------- |
| RGB    | 0-0-0   | 0-57-166 | 213-43-30 |
| HTML   | #000000 | #0039A6  | #D52B1E   |

- Die schwarze Farbe symbolisiert das fruchtbare Land von Noworossijsk und die Kohle des Donbass’.
- Die blaue Farbe symbolisiert den Geist der Menschen und das Wasser des Asowschen Meeres.
- Die rote Farbe symbolisiert das Blutvergießen für die Freiheit des Volkes.[3]

## Geschichte der Flagge
Die erste Flagge der Volksrepublik Donezk wurde im Frühjahr 2014 von der Organisation „Republik Donezk“ geschaffen, die die Wörter „ДОНЕЦКАЯ“ und „РЕСПУБЛИКА“ auf der Ober- und Unterseite der Flagge platzierte (übersetzt DONEZKER REPUBLIK). Allgemein ist diese Flagge an der Flagge der Organisation der „Donezk Republik“ angelehnt, die seit ihrer Gründung verwendet wird, und sich in der heraldischen Darstellung nur darin unterscheidet, dass das Wappen auf der neuen Flagge eine fast exakte Kopie des Wappens der Russischen Föderation (mit geringfügigen Änderungen und Ergänzungen) ist im Vergleich zu dem früher verwendetem originelleren Wappen. Diese Version der Flagge wurde bis zum Ende des Sommers 2014 als Staatsflagge der Republik verwendet.
Die neue Flagge, die am 21. Juni 2014 genehmigt wurde, verwendet das nationale Wappen ohne Krone und weist einige andere Änderungen auf. Im Vergleich zur Vorgängerversion gibt es keine Adlerbeine auf dem Wappen. Über dem Wappen steht „ДОНЕЦКАЯ НАРОДНАЯ“ und darunter „РЕСПУБЛИКА“ (DONEZK VOLKS und darunter REPUBLIK).
Die aktuelle Flagge, die durch das Gesetz Nr. 216-INS vom 27. Februar 2018 genehmigt wurde, besteht aus schwarzen, blauen und roten Streifen ohne zusätzliche Symbole.

## Entstehung der Flagge
Am 15. Mai kündigte die Volksrepublik Lugansk einen Wettbewerb zur Gestaltung einer neuen Flagge und eines neuen Wappen an. Grafikdesigner mit politischen Ambitionen sollten besser die Symbolik von Designs berücksichtigen, die in anderen abtrünnigen Regionen der Ukraine geschaffen wurden; von Odessa bis zu Charkiw verwenden sie im Allgemeinen alle ein ähnliches Farbschema. Alle bis auf eine dieser „Republiken“ orientieren sich an den drei panslawischen Farben der russischen Flagge (rot, weiß und blau) und dessen Wappens und ersetzten Weiß durch eine Farbe ihrer bestehenden regionalen Flagge. In diesem Fall Schwarz. Diese Flaggen tragen normalerweise den russischen Doppeladler und das Wappen des lokalen Staates (der Region) anstelle des Heiligen Georg auf dem Schild jedoch mit einer Ausnahme, das Wappen der Volksrepublik Donezk zeigt den Erzengel Michael.
Unter den Wappen befinden sich verschiedene Staatsmottos – für Donezk die Donetskaya Rus (Донецкая Русь). Alle sind in einer traditionellen kyrillischen Schrift geschrieben.

## Galerie

Flagge der Volksrepublik Donezk bis Sommer 2014
Flagge der Volksrepublik Donezk von 21. Juni 2014 bis zum 27. Februar 2018
Flagge der Oblast Donezk, von welcher das Schwarz der Flagge rührt.
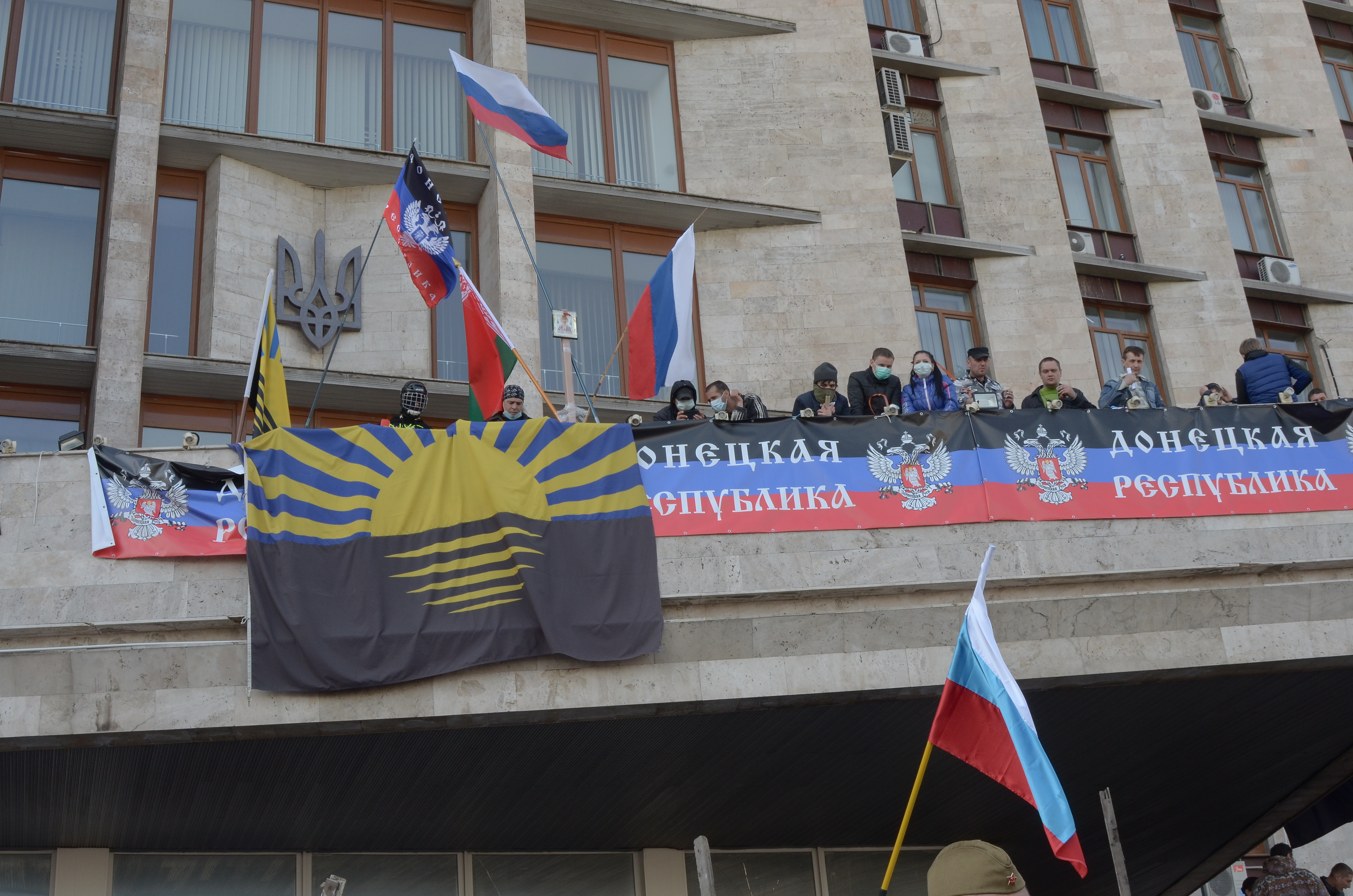
Pro-russische Demonstrationen am 7. April 2014 mit der ersten Version der Flagge
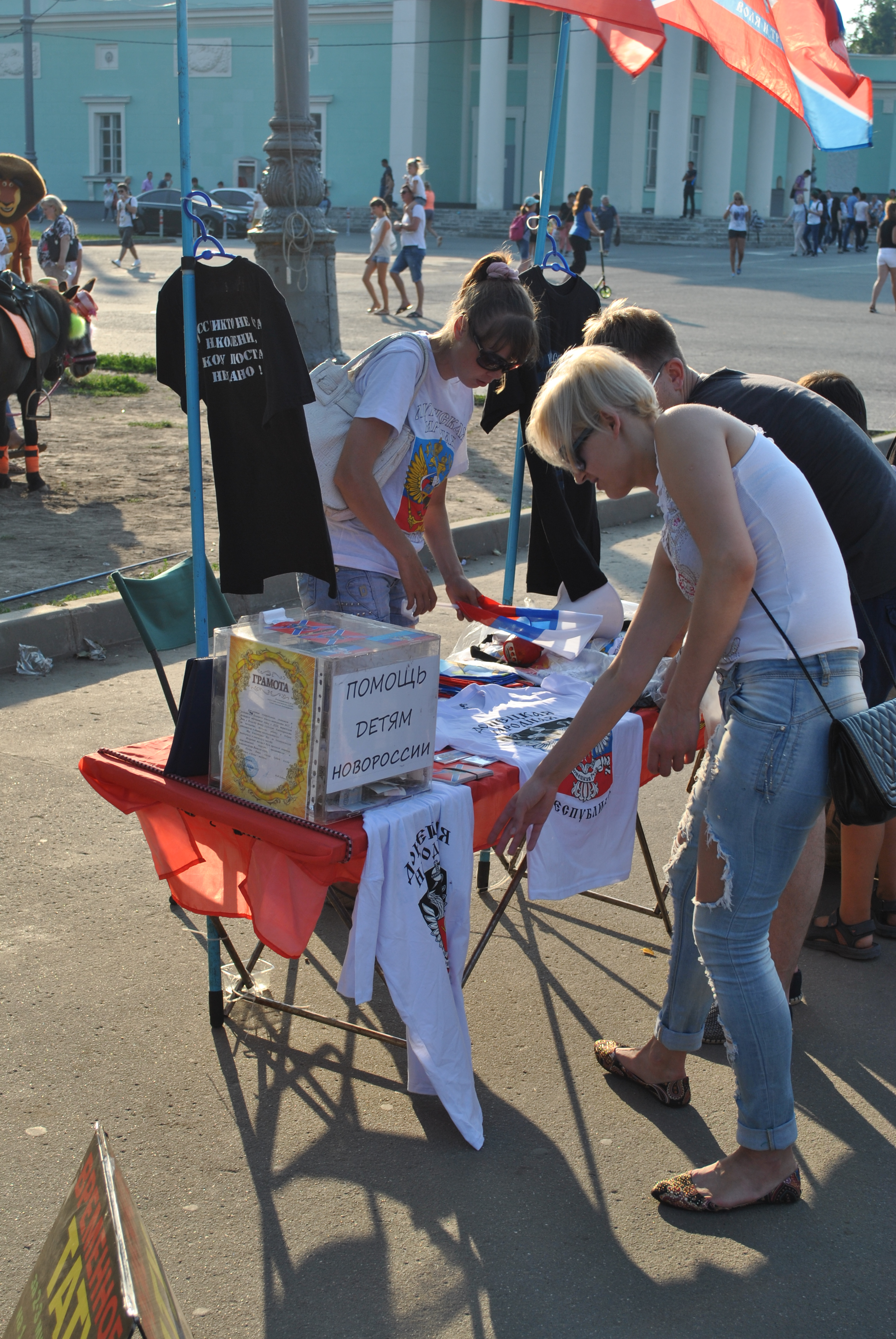
Verkauf von T-Shirts mit der Flagge in Moskau 2015